# Diga di Cheongpyeong
La diga di Cheongpyeong (coreano: 청평댐) si trova in Corea del Sud. Situata nella provincia di Gyeonggi, nella parte settentrionale del paese, a 40 km a est di Seul, la capitale del paese. La diga di Cheongpyeong si trova a 49 metri sul livello del mare.
Il terreno intorno alla diga di Cheongpyeong è prevalentemente collinare. La diga di Cheongpyeong si trova in una valle. Il punto più alto nelle vicinanze ha un'altitudine di 418 metri e si trova a 1,1 km a sud della diga di Cheongpyeong. La densità è di circa 78 persone per chilometro quadrato intorno alla diga di Cheongpyeong, quindi è relativamente scarsamente popolata. La città più grande più vicina è Hwado, 12,8 km a sud-ovest della diga di Cheongpyeong. L'area intorno alla diga di Cheongpyeong è quasi completamente ricoperta da foreste miste. Nella regione intorno alla diga di Cheongpyeong, montagne e formazioni rocciose sono comuni. 
Il clima è continentale. La temperatura media è di 10 °C. Il mese più caldo è agosto, con 22 °C, e gennaio il più freddo, con −6 °C. La piovosità media è di 1 581 millimetri all'anno. Il mese più piovoso è luglio, con 457 mm di pioggia, mentre il meno piovoso gennaio, con 28 mm.